# Айрапетян, Стефан
Стефан Айрапетян (эст. Stefan Airapetjan арм. Ստեֆան Հայրապետյան; род. 24 декабря 1997), известный как Стефан — эстонский певец и автор песен армянского происхождения. Представлял Эстонию на Евровидении 2022 с песней «Hope».

## Биография
Айрапетян родился в Вильянди в армянской семье. У Стефана есть сестра по имени Стефания.

## Музыкальная карьера
Стефан поёт с раннего детства под руководством Хеди-Кай Пай, своего педагога по вокалу, и выиграл несколько конкурсов. В 2010 году он принял участие в детском песенном конкурсе Laulukarussell, организованном эстонским телевидением, и вышел в финал.
Он участвовал в Eesti Laul четыре раза, выиграв один раз. Его первая запись была в 2018 году в составе дуэта Vaje с песней «Laura (Walk with Me)», заняв третье место в суперфинале. Его первая сольная запись была в 2019 году с песней «Without You», которая выиграла голосование жюри в гранд-финале и вышла в суперфинал, заняв третье место. Затем он вновь принял участие в национальном отборе в 2020 году с песней «By My Side», которая заняла седьмое место в гранд-финале.
Он выиграл конкурс в 2022 году с песней «Hope». Благодаря победе в 2022 году он был автоматически выбран представлять Эстонию на Евровидении 2022.